# Santa Victoria (departement)
Santa Victoria is een departement in de Argentijnse provincie Salta. Het departement (Spaans:  departamento) heeft een oppervlakte van 3.912 km² en telt 11.122 inwoners.

## Plaatsen in departement Santa Victoria
- Campo La Cruz
- Campo La Paz
- Lizoite
- Los Toldos
- Nazareno
- Poscaya
- Rodeo Pampa
- San Marcos
- Santa Victoria Oeste